# Joris De Vriendt
Joris De Vriendt (Sint-Niklaas, 10 maart 1966) is een Belgisch Vlaams-nationalistisch politicus voor het Vlaams Belang.

## Biografie
De Vriendt behaalde in 1991 het diploma van licentiaat in de bedrijfs- en consulaire wetenschappen aan de Handelshogeschool Antwerpen. Van 1996 tot 2004 was hij bedrijfsleider van een groendakbedrijf in Mechelen.
De Vriendt was in zijn jeugdjaren in het Waasland als scholier lid van de Vlaams-nationalistische jongerengroep De Vrijbuiter, die in 1986 was ontstaan als afsplitsing van de radicaal-rechtse scholierenorganisatie NJSV. Van 2004 tot 2015 werkte hij als adviseur voor de Vlaams Belang-fractie in de Kamer van volksvertegenwoordigers, een functie waarin hij onder meer dossiers opvolgde rond energie, landbouw, milieu, internationale betrekkingen, defensie, bedrijfsleven en sociaaleconomisch beleid. Vervolgens werd De Vriendt opnieuw actief in het bedrijfsleven: van 2015 tot 2017 was hij projectleider bij een groendakbedrijf in Aartselaar en van 2017 tot 2020 werkte hij als technisch projectconsultent voor een consultancybedrijf in het Duitse Dresden, dat projecten rond kernenergie uitrolt. Daarna was De Vriendt van 2020 tot 2023 fractiesecretaris voor Vlaams Belang in het Brussels Hoofdstedelijk Parlement.
Van maart 2010 tot januari 2020 was hij wonende in de deelgemeente Testelt voor Vlaams Belang gemeenteraadslid van Scherpenheuvel-Zichem, een functie waaruit hij om beroepsredenen ontslag nam. Sinds januari 2025 is De Vriendt opnieuw gemeenteraadslid van Scherpenheuvel-Zichem.
Bij de federale verkiezingen van mei 2014 en mei 2019 stond hij als eerste opvolger op de Kamerlijst van Vlaams Belang in Vlaams-Brabant. Van februari 2023 tot juni 2024 zetelde hij effectief in de Kamer als opvolger van Dries Van Langenhove. Hij werd er actief in de commissie voor grondwet en institutionele vernieuwing. In juni 2024 werd De Vriendt vanop de vierde plaats van de lijst niet herkozen. Vervolgens werd hij parlementair medewerker voor het Vlaams Belang in het Brussels Hoofdstedelijk Parlement.
In oktober 2024 werd Joris De Vriendt verkozen tot provincieraadslid van Vlaams-Brabant. In de provincieraad werd hij fractievoorzitter voor het Vlaams Belang.